# Monodontium sarawak
Espèce
Monodontium sarawak est une espèce d'araignées mygalomorphes de la famille des Barychelidae.

## Distribution
Cette espèce est endémique du Sarawak en Malaisie.

## Description
Le mâle holotype mesure 3,3 mm et la femelle paratype 4,63 mm.

## Étymologie
Son nom d'espèce lui a été donné en référence au lieu de sa découverte, le Sarawak.

## Publication originale
- Raven, 2008 : A revision of the mygalomorph spider genus Monodontium Kulczynski (Barychelidae: Araneae). Raffles Bulletin of Zoology, vol. 56, no 1, p. 29-44 (texte intégral).